# Майно, Хуан Баутиста
Хуан Баутиста Майно (исп. Juan Bautista Maino; 15 октября 1581, Пастрана, Кастилия-Ла-Манча — 1 апреля 1649, Мадрид) — испанский живописец эпохи барокко.

## Биография
Сын миланского торговца тканями и португальской дворянки, состоявшими на службе у знаменитой принцессы Эболи.
Представитель толедской и мадридской школы, ученик Эль Греко.
С юности занимался украшением Эскориала. В 1600—1610 годах посещал и жил в Италии, где познакомился, в частности, с произведениями Караваджо. Вернувшись в Испанию, поселился в Толедо, где вступил в доминиканский орден, стал монахом.

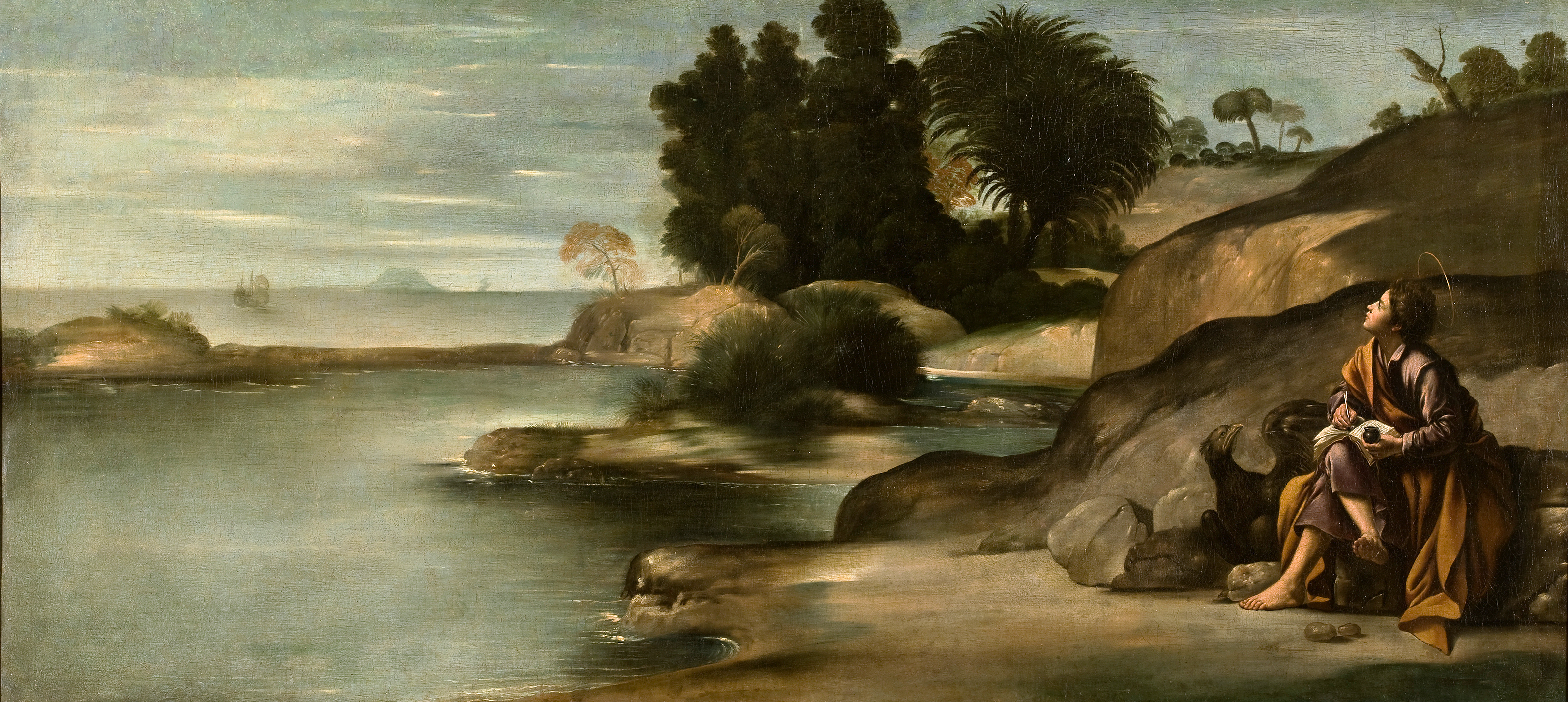
Св. Иоанн-Евангелист

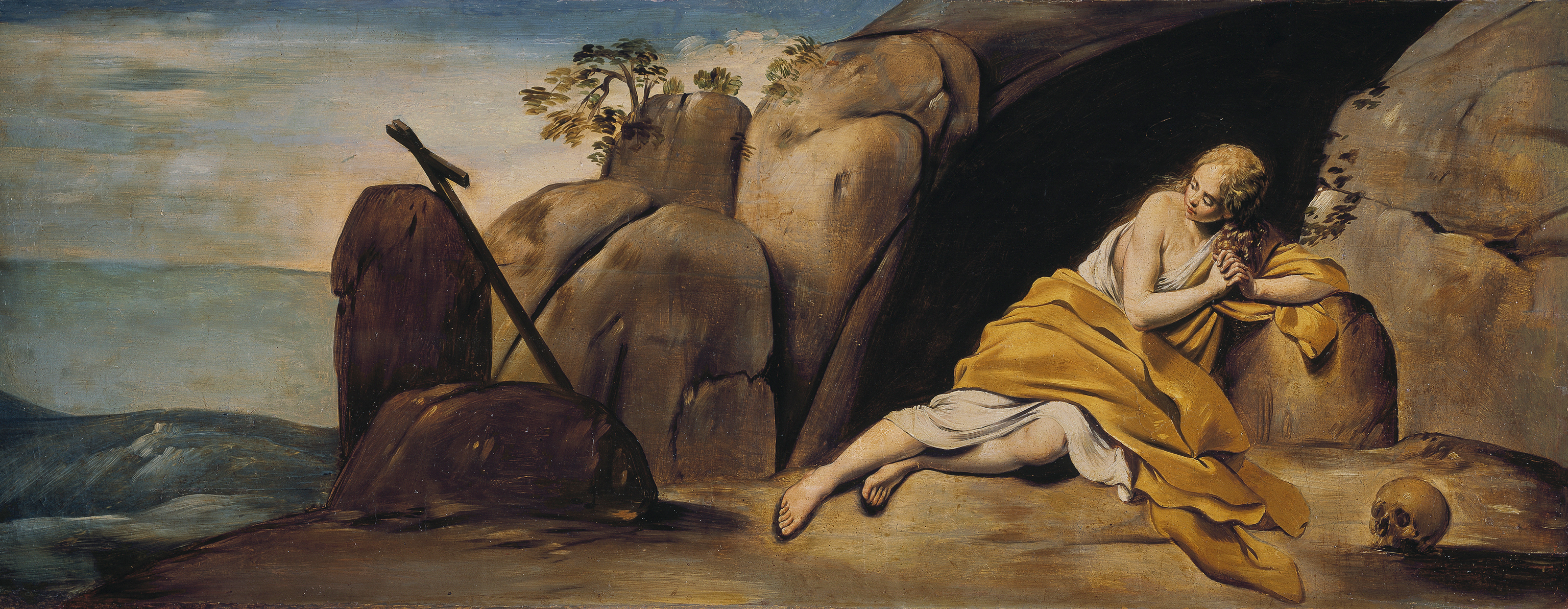
Молящаяся Мария Магдалена

Примерно с 1620 года жил в Мадриде, где служил при дворах королей Филиппа III и Филиппа IV, работая придворным художником. Помог устроится при дворе своему ученику и другу Диего Веласкесу.
Художник-натуралист; писал, прежде всего, религиозные картины, особенно хорошо ему удавались миниатюрные портреты, но в них очень льстил позировавшим пред ним персонам.
Наиболее известные его произведения — «Умиротворение и покорность Фландрии, аллегория» (в мадридском музее), «Апостол Пётр» (в церкви Сан-Педро в Толедо), «Эпизоды из жития святого Ильдефонса» (в толедском соборе), «Сражение» (во дворце Буэн-Ретиро) и «Поклонение пастырей» (в Эрмитаж в Санкт-Петербурге).